# Final de la Copa del Rey de fútbol 2004-05
La final de la Copa del Rey de fútbol 2004-05 que fue la 103.ª de esta competición, se disputó en el estadio Vicente Calderón de Madrid el 11 de junio de 2005 y enfrentó en una final inédita al Real Betis Balompié con el Club Atlético Osasuna. El encuentro se decidió en la prórroga con victoria bética por 2-1, tras el empate a uno en los noventa minutos. El triunfo de los andaluces supuso el segundo título de copa de este club.
Renfe calculó que 9.200 aficionados osasunistas usaron el tren para viajar hasta a Madrid y desde Pamplona partieron 210 autobuses. Para el desplazamiento de los andaluces, Renfe dispuso hasta 36.000 plazas de AVE. El dispositivo de seguridad de la Delegación del Gobierno en Madrid estuvo compuesto por 1.500 agentes. Por primera vez, Televisión Española no fue la encargada de realizar la producción televisiva del partido, que fue difundido en España simultáneamente por el canal Tele 5, que se adjudicó la transmisión y Canal Sur y ETB con los que compartió los derechos.

## Finalistas
En la temporada 2004-05, el Real Betis, además de ganar la copa del Rey, quedó clasificado en cuarta posición de la liga y se clasificó, por primera, vez para la Liga de Campeones. El CA Osasuna terminó ese año en el decimoquinto puesto de la liga y como finalista de la Copa, se clasificó para jugar la Copa de la UEFA al ocupar el Betis plaza en la Liga de Campeones.

En negrita, las finales ganadas previamente.

-

| Equipos               | Finales jugadas anteriormente | Finales jugadas anteriormente |  |
| --------------------- | ----------------------------- | ----------------------------- |  |
| Club Atlético Osasuna | 0 (0)                         |                               |  |
| Real Betis            | 3 (1)                         | 1931, 1976-77 y 1996-97.      |  |

## Camino a la final
Para llegar el Betis a su cuarta final pasó por dos tandas de penales, primero frente al Club Deportivo Alcalá en la primera ronda y también frente al Athletic en las semifinales. El Osasuna para alcanzar su primera final, ganó en la primera ronda en la tanda de penales al  Club Deportivo Castellón y eliminó al Sevilla F.C. en cuartos de final y al Atlético de Madrid en las semifinales. 
| Osasuna                  | Osasuna               | Osasuna               | Eliminatoria     | Real Betis            | Real Betis            | Real Betis            |
| ------------------------ | --------------------- | --------------------- | ---------------- | --------------------- | --------------------- | --------------------- |
| Rival                    | Resultado             | Resultado             | Fase             | Rival                 | Resultado             | Resultado             |
| Club Deportivo Castellón |                       | 0–0 (p. 2-4)          | Primera ronda    | Club Deportivo Alcalá |                       | 0–0 (p. 2-4)          |
| Girona Fútbol Club       |                       | 0–1                   | Segunda ronda    | Cádiz                 |                       | 0–2                   |
| Getafe                   |                       | 2–0                   | Octavos de final | Mirandés              |                       | 1–3                   |
| Getafe                   |                       | 3-2                   | Octavos de final | Mirandés              |                       | 0-0                   |
| Resultado global: 4–3    | Resultado global: 4–3 | Resultado global: 4–3 | Octavos de final | Resultado global: 3–1 | Resultado global: 3–1 | Resultado global: 3–1 |
| Sevilla F. C.            |                       | 2–1                   | Cuartos de final | Gramenet              |                       | 2–2                   |
| Sevilla F. C.            |                       | 3–1                   | Cuartos de final | Gramenet              |                       | 4–3                   |
| Resultado global: 4–3    | Resultado global: 4–3 | Resultado global: 4–3 | Cuartos de final | Resultado global: 6–5 | Resultado global: 6–5 | Resultado global: 6–5 |
| Atlético de Madrid       |                       | 1–0                   | Semifinales      | Athletic Club         |                       | 0–0                   |
| Atlético de Madrid       |                       | 0–0                   | Semifinales      | Athletic Club         |                       | 0–0 (p 5-4)           |
| Resultado global: 1–0    | Resultado global: 1–0 | Resultado global: 1–0 | Semifinales      | Resultado global: 0–0 | Resultado global: 0–0 | Resultado global: 0–0 |

## Partido (Final)

### Ficha
| 30    | POR   | Toni Doblas          |     |
| 27    | DEF   | Melli                |     |
| 4     | DEF   | Juanito              |     |
| 5     | DEF   | David Rivas          | 78' |
| 2     | DEF   | Luis Fernández       |     |
| 17    | DEF   | Joaquín              |     |
| 20    | MED   | Marcos Assunção      |     |
| 8     | MED   | Arzu                 | 68' |
| 9     | MED   | Fernando             |     |
| 24    | DEL   | Edu                  | 89' |
| 19    | DEL   | Ricardo Oliveira     |     |
| D. T. | D. T. | Lorenzo Serra Ferrer |     |

| 13    | POR   | Juantxo Elía     |     |
| 17    | DEF   | Unai Expósito    |     |
| 7     | DEF   | César Cruchaga   |     |
| 14    | DEF   | Josetxo Romero   |     |
| 3     | DEF   | Rafael Clavero   |     |
| 21    | MED   | Valdo            |     |
| 14    | MED   | Pablo García     |     |
| 10    | MED   | Patxi Puñal      | 77' |
| 23    | MED   | Ludovic Delporte |     |
| 15    | MED   | Pierre Webó      | 79' |
| 18    | DEL   | Richard Morales  | 72' |
| D. T. | D. T. | Javier Aguirre   |     |

| 3 | DEF | Alejandro Lembo | 78' |
| 7 | MED | Fernando Varela | 68' |
| 6 | DEL | Dani            | 89' |

| 9  | DEL | Savo Milošević     | 72' |
| 16 | MED | David López Moreno | 77' |
| 20 | DEL | John Aloisi        | 79' |

| 74' · 114' | Oliveira Dani | 1:0 2:1 |

| 82' | Aloisi | 1:1< |

| 14' · 61' · 96' · 102' | David Rivas Melli 96' Juanito Varela |

| 15' · 42' · 66' · 88' · 90' | Chengue Morales Rafael Clavero Pablo García Unai Expósito César Cruchaga |

| 120' | Pablo García |

| Principal  | Alfonso Pérez Burrull |
| Asistentes | Juan Carlos Yuste     |
|            | López Villate         |
| Cuarto     | González Vázquez      |

| 30    | POR   | Toni Doblas          |     |
| 27    | DEF   | Melli                |     |
| 4     | DEF   | Juanito              |     |
| 5     | DEF   | David Rivas          | 78' |
| 2     | DEF   | Luis Fernández       |     |
| 17    | DEF   | Joaquín              |     |
| 20    | MED   | Marcos Assunção      |     |
| 8     | MED   | Arzu                 | 68' |
| 9     | MED   | Fernando             |     |
| 24    | DEL   | Edu                  | 89' |
| 19    | DEL   | Ricardo Oliveira     |     |
| D. T. | D. T. | Lorenzo Serra Ferrer |     |

| 13    | POR   | Juantxo Elía     |     |
| 17    | DEF   | Unai Expósito    |     |
| 7     | DEF   | César Cruchaga   |     |
| 14    | DEF   | Josetxo Romero   |     |
| 3     | DEF   | Rafael Clavero   |     |
| 21    | MED   | Valdo            |     |
| 14    | MED   | Pablo García     |     |
| 10    | MED   | Patxi Puñal      | 77' |
| 23    | MED   | Ludovic Delporte |     |
| 15    | MED   | Pierre Webó      | 79' |
| 18    | DEL   | Richard Morales  | 72' |
| D. T. | D. T. | Javier Aguirre   |     |

| 3 | DEF | Alejandro Lembo | 78' |
| 7 | MED | Fernando Varela | 68' |
| 6 | DEL | Dani            | 89' |

| 9  | DEL | Savo Milošević     | 72' |
| 16 | MED | David López Moreno | 77' |
| 20 | DEL | John Aloisi        | 79' |

| 74' · 114' | Oliveira Dani | 1:0 2:1 |

| 82' | Aloisi | 1:1< |

| 14' · 61' · 96' · 102' | David Rivas Melli 96' Juanito Varela |

| 15' · 42' · 66' · 88' · 90' | Chengue Morales Rafael Clavero Pablo García Unai Expósito César Cruchaga |

| 120' | Pablo García |

| Principal  | Alfonso Pérez Burrull |
| Asistentes | Juan Carlos Yuste     |
|            | López Villate         |
| Cuarto     | González Vázquez      |

| 30    | POR   | Toni Doblas          |     |
| 27    | DEF   | Melli                |     |
| 4     | DEF   | Juanito              |     |
| 5     | DEF   | David Rivas          | 78' |
| 2     | DEF   | Luis Fernández       |     |
| 17    | DEF   | Joaquín              |     |
| 20    | MED   | Marcos Assunção      |     |
| 8     | MED   | Arzu                 | 68' |
| 9     | MED   | Fernando             |     |
| 24    | DEL   | Edu                  | 89' |
| 19    | DEL   | Ricardo Oliveira     |     |
| D. T. | D. T. | Lorenzo Serra Ferrer |     |

| 13    | POR   | Juantxo Elía     |     |
| 17    | DEF   | Unai Expósito    |     |
| 7     | DEF   | César Cruchaga   |     |
| 14    | DEF   | Josetxo Romero   |     |
| 3     | DEF   | Rafael Clavero   |     |
| 21    | MED   | Valdo            |     |
| 14    | MED   | Pablo García     |     |
| 10    | MED   | Patxi Puñal      | 77' |
| 23    | MED   | Ludovic Delporte |     |
| 15    | MED   | Pierre Webó      | 79' |
| 18    | DEL   | Richard Morales  | 72' |
| D. T. | D. T. | Javier Aguirre   |     |

| 3 | DEF | Alejandro Lembo | 78' |
| 7 | MED | Fernando Varela | 68' |
| 6 | DEL | Dani            | 89' |

| 9  | DEL | Savo Milošević     | 72' |
| 16 | MED | David López Moreno | 77' |
| 20 | DEL | John Aloisi        | 79' |

| 74' · 114' | Oliveira Dani | 1:0 2:1 |

| 82' | Aloisi | 1:1< |

| 14' · 61' · 96' · 102' | David Rivas Melli 96' Juanito Varela |

| 15' · 42' · 66' · 88' · 90' | Chengue Morales Rafael Clavero Pablo García Unai Expósito César Cruchaga |

| 120' | Pablo García |

| Principal  | Alfonso Pérez Burrull |
| Asistentes | Juan Carlos Yuste     |
|            | López Villate         |
| Cuarto     | González Vázquez      |

| 30    | POR   | Toni Doblas          |     |
| 27    | DEF   | Melli                |     |
| 4     | DEF   | Juanito              |     |
| 5     | DEF   | David Rivas          | 78' |
| 2     | DEF   | Luis Fernández       |     |
| 17    | DEF   | Joaquín              |     |
| 20    | MED   | Marcos Assunção      |     |
| 8     | MED   | Arzu                 | 68' |
| 9     | MED   | Fernando             |     |
| 24    | DEL   | Edu                  | 89' |
| 19    | DEL   | Ricardo Oliveira     |     |
| D. T. | D. T. | Lorenzo Serra Ferrer |     |

| 13    | POR   | Juantxo Elía     |     |
| 17    | DEF   | Unai Expósito    |     |
| 7     | DEF   | César Cruchaga   |     |
| 14    | DEF   | Josetxo Romero   |     |
| 3     | DEF   | Rafael Clavero   |     |
| 21    | MED   | Valdo            |     |
| 14    | MED   | Pablo García     |     |
| 10    | MED   | Patxi Puñal      | 77' |
| 23    | MED   | Ludovic Delporte |     |
| 15    | MED   | Pierre Webó      | 79' |
| 18    | DEL   | Richard Morales  | 72' |
| D. T. | D. T. | Javier Aguirre   |     |

| 3 | DEF | Alejandro Lembo | 78' |
| 7 | MED | Fernando Varela | 68' |
| 6 | DEL | Dani            | 89' |

| 9  | DEL | Savo Milošević     | 72' |
| 16 | MED | David López Moreno | 77' |
| 20 | DEL | John Aloisi        | 79' |

| 74' · 114' | Oliveira Dani | 1:0 2:1 |

| 82' | Aloisi | 1:1< |

| 14' · 61' · 96' · 102' | David Rivas Melli 96' Juanito Varela |

| 15' · 42' · 66' · 88' · 90' | Chengue Morales Rafael Clavero Pablo García Unai Expósito César Cruchaga |

| 120' | Pablo García |

| Principal  | Alfonso Pérez Burrull |
| Asistentes | Juan Carlos Yuste     |
|            | López Villate         |
| Cuarto     | González Vázquez      |

|                               |
| Campeón Real Betis 2.° título |